# 圣若昂-杜斯卡尔代雷鲁什
圣若昂-杜斯卡尔代雷鲁什是葡萄牙贝雅区的一个堂区。总面积103.44平方公里，总人口728人，人口密度7人/平方公里。